# Action (winkel)
Action is een Nederlandse non-food-discountwinkelketen met  3000 (5 juni 2025) vestigingen in 13 landen. De Britse investeringsmaatschappij 3i Group bezit sinds 2021 meer dan de helft van de aandelen.

## Activiteiten
Per medio 2025 telde Action 3000 winkels in dertien Europese landen. Bij het bedrijf werken zo'n 80.000 mensen of bijna 30 personen per vestiging. De omzet in 2024 was bijna € 14 miljard.
De winkelketen opereert vooral in het lage-prijsassortiment. Er worden zo'n 6000 artikelen aangeboden, maar het aanbod wisselt sterk. Er zijn zo'n 1500 vaste artikelen en de rest varieert.
Action kan in grote hoeveelheden inkopen. Er worden ook producten aangeboden die oorspronkelijk voor een andere markt, bijvoorbeeld het Midden-Oosten, bestemd waren. In sommige gevallen (zoals tandpasta) gaat het dan om producten van iets mindere kwaliteit. De schapruimte van uitverkochte artikelen kan gevuld worden met andersoortige producten.

## Geschiedenis
Gerard Deen en Rob Wagemaker begonnen in 1993 een winkel in Enkhuizen. Later kwam Boris Deen er bij. Nog datzelfde jaar werden er meerdere vestigingen in Noord-Holland geopend. In 1994 breidde de keten met nog vijf winkels uit om in 2002 op 94 winkels te komen. In 2005 werd de eerste stap buiten Nederland gemaakt, een winkel in België (Rijkevorsel) werd geopend. In 2009 kwam er een eerste filiaal in Duitsland. Op 27 september 2012 opende het bedrijf de 300ste winkel en in december werd het eerste filiaal in Frankrijk geopend. De 1000ste winkel kwam in oktober 2017 in Gorinchem. Action was dat jaar actief in Nederland, België, Luxemburg, Duitsland, Frankrijk, Oostenrijk en Polen. In 2017 sloot Action het jaar af met 35.000 werknemers, dit waren er 6000 meer dan in 2016. In Nederland waren in 2017 15.000 personen in het bedrijf werkzaam. 
In 2020 telde Action zo'n 1500 winkels verspreid over zeven landen. Eind augustus 2020 opende het bedrijf de eerste filialen in Tsjechië en in april 2021 de eerste winkels in Italië. Begin 2022 werd de 2000ste vestiging geopend. Het bedrijf was toen actief in negen Europese landen: Nederland, België, Duitsland, Oostenrijk, Luxemburg, Frankrijk, Polen, Tsjechië en Italië. Een maand later volgde Spanje. In maart 2023 werd de eerste winkel in Slowakije geopend. In 2023 kwamen er 303 nieuwe winkels bij. In februari 2024 opende de eerste winkel in Portugal, waarmee de keten in twaalf landen actief was geworden. In april 2025 werd de eerste vestiging in Zwitserland geopend.
Op 5 juni 2025 werd de 3000ste winkel geopend. Het was in San Rocco al Porto, het was daarmee tevens de 157ste winkel in Italië. Action is actief in 13 Europese landen en wekelijks bezoeken bijna 19 miljoen klanten een Action winkel. Roemenië zal het 14e land worden met de opening van een winkel in het tweede halfjaar van  2025.

## Aandeelhouders (3i)

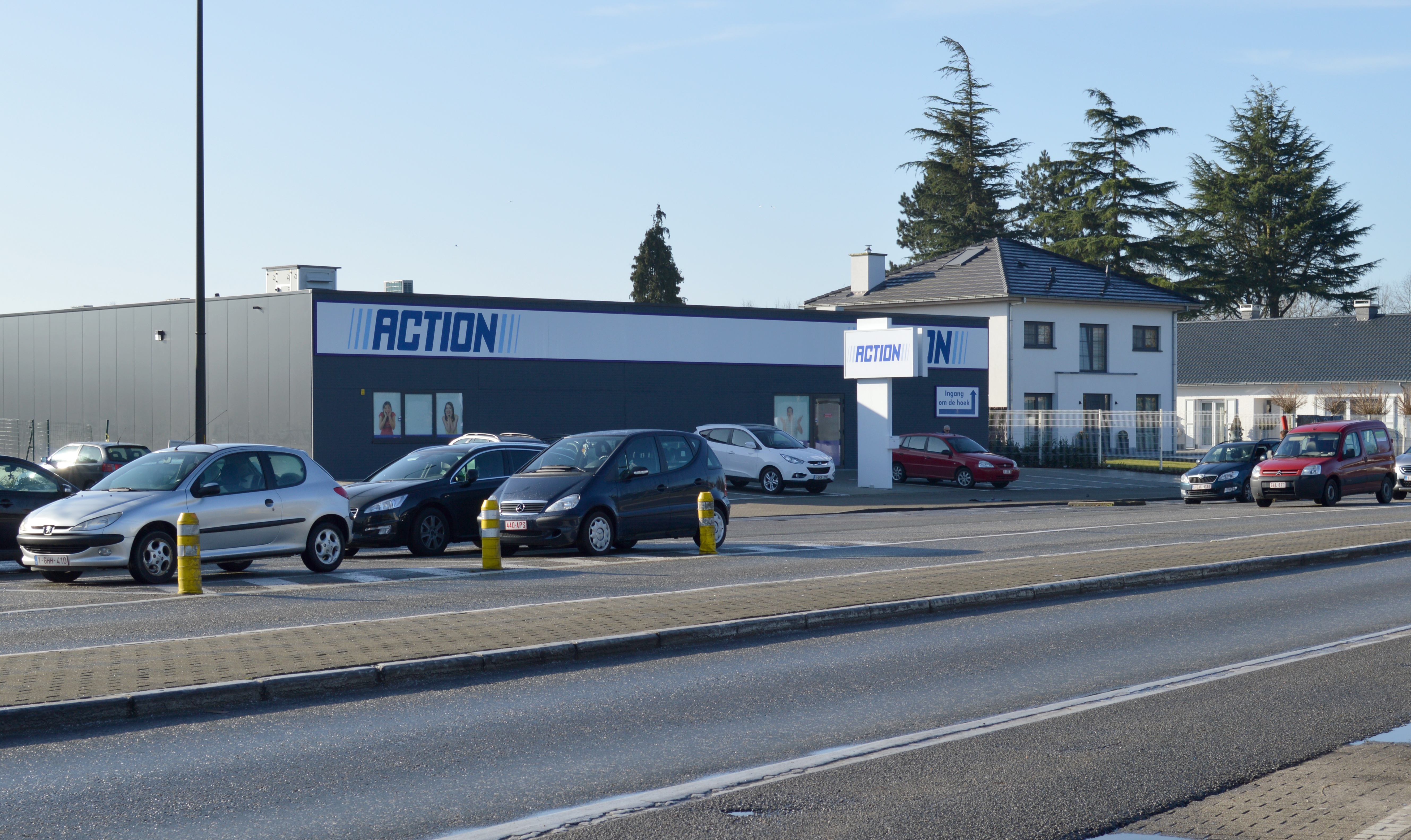
Een Action-winkel in Overmere (België)

In 2011 kwam Action voor € 500 miljoen in handen van het private-equityhuis 3i. Er waren toen 269 winkels, 8000 medewerkers en de jaaromzet was ongeveer € 600 miljoen. Na de overname werd voor € 275 miljoen in Action geïnvesteerd.
In mei 2017 verstrekte 3i een lening van € 1,6 miljard. In januari 2018 kwam de investeerder met een volledige herfinanciering van de leningen aan Action. 3i bracht een vijfde herkapitalisatie met een lening van € 2,3 miljard aan dividenden.
In 2018 had 3i 45% van de aandelen Action in handen, en daarnaast beheerde het Eurofund V, een privaat fonds, 35% van de aandelen. 3i heeft het belang later uitgebreid en had in 2021 ruim 52% van de aandelen in bezit.

## Resultaten
Action is een belangrijk onderdeel van de investeringsportefeuille van 3i. In het jaarverslag van 3i wordt dan ook veel aandacht aan Action besteed. In de tabel hieronder staan enkele financiële gegevens en het aantal vestigingen vanaf 2013 vermeld. Action heeft sinds 2013 een snelle omzetgroei doorgemaakt waarbij de EBITDA-marge redelijk constant is gebleven.
| Jaar | Omzet (× € miljoen) | EBITDA (× € miljoen) | Winkels |
| ---- | ------------------- | -------------------- | ------- |
| 2013 | 1155                | 129                  | 406     |
| 2014 | 1506                | 166                  | 514     |
| 2015 | 1995                | 226                  | 655     |
| 2016 | 2675                | 310                  | 852     |
| 2017 | 3418                | 387                  | 1095    |
| 2018 | 4216                | 450                  | 1325    |
| 2019 | 5114                | 541                  | 1552    |
| 2020 | 5637                | 616                  | 1716    |
| 2021 | 6834                | 828                  | 1983    |
| 2022 | 8900                | ≈1200                | 2263    |
| 2023 | 11.300              | 1615                 | 2566    |
| 2024 | 13.800              | 2076                 | 2918    |

## Logistiek

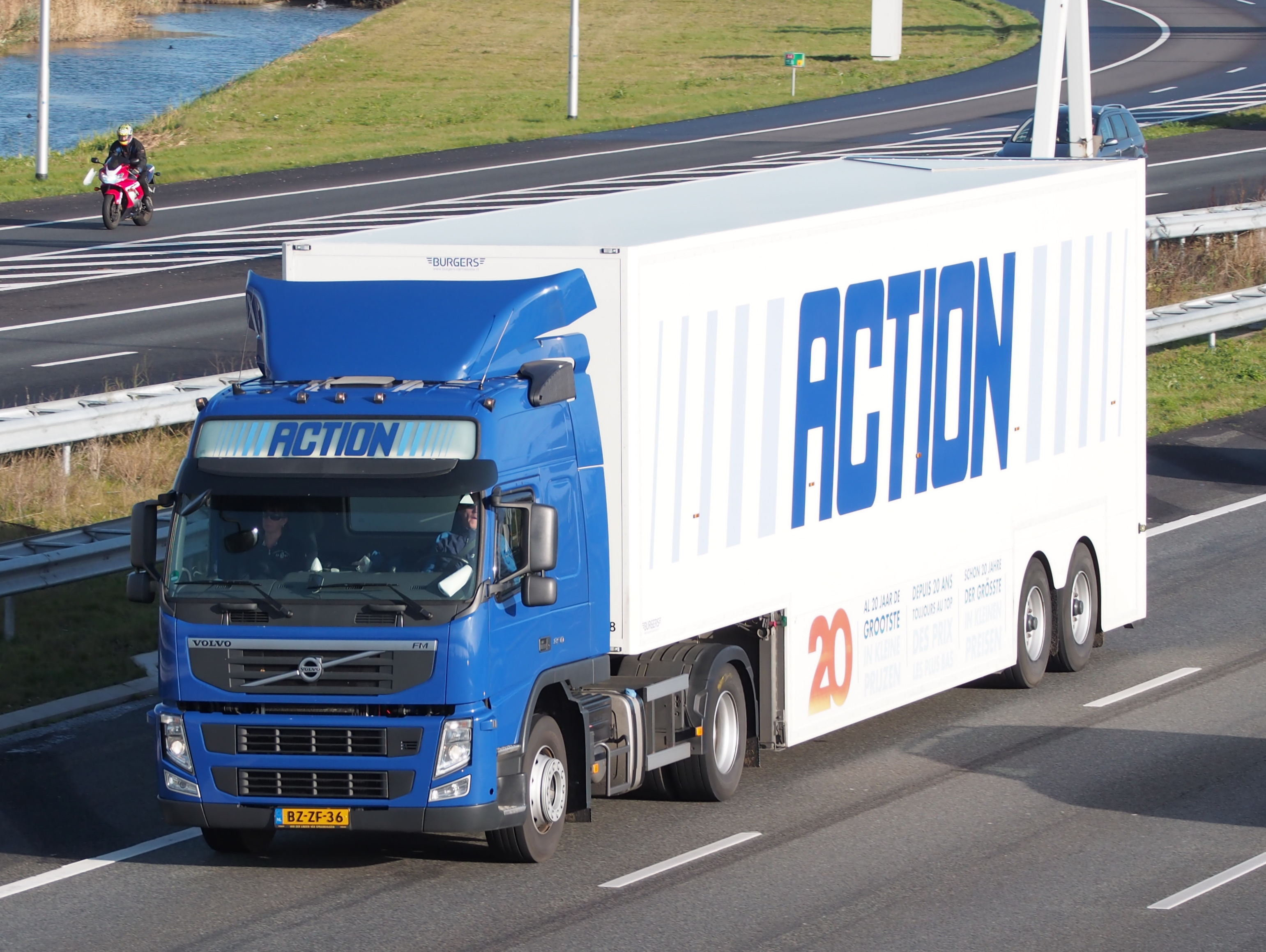
Dubbeldekstrailer van Action om zoveel mogelijk relatief lichte producten te kunnen vervoeren

In logistiek opzicht werkt Action als een supermarktketen, met eigen transport vanuit distributiecentra naar de winkels. In 2003 werd een distributiecentrum gebouwd op het industrieterrein WFO in Zwaagdijk (Noord-Holland). In 2014 is bij Echt in Limburg een tweede centrum geopend. In het voorjaar van 2015 werd een nieuw distributiecentrum gebouwd nabij Parijs in Frankrijk, met een oppervlakte van 70.000 m².
Op 1 februari 2017 werd een distributiecentrum in gebruik genomen nabij het Franse Toulouse. Action huurt het pand voor 12 jaar van logistiek vastgoedontwikkelaar Warehouses De Pauw (WDP). WDP investeerde daarmee € 27 miljoen in het nieuwe distributiecentrum met een oppervlak van 44.000 m², dat op maat is gemaakt voor de Action.
Er wordt ook geëxperimenteerd met e-commerce.